# Socket SP3
Socket SP3はAMDが、Zenアーキテクチャベースのサーバー向けCPUであるEPYCシリーズのために設計したCPUソケットである。
Ryzen Threadripperで利用されているSocket TR4(SP3r2)と物理形状は同一はあるが電気的な互換性はない。

## 採用製品
チップセットの機能がCPUに統合されており、マザーボード上にチップセットが存在しない。
CPU
- AMD
  - Zen
    - Naples

  - Zen 2
    - Rome

  - Zen 3
    - Milan